# Gulaorou

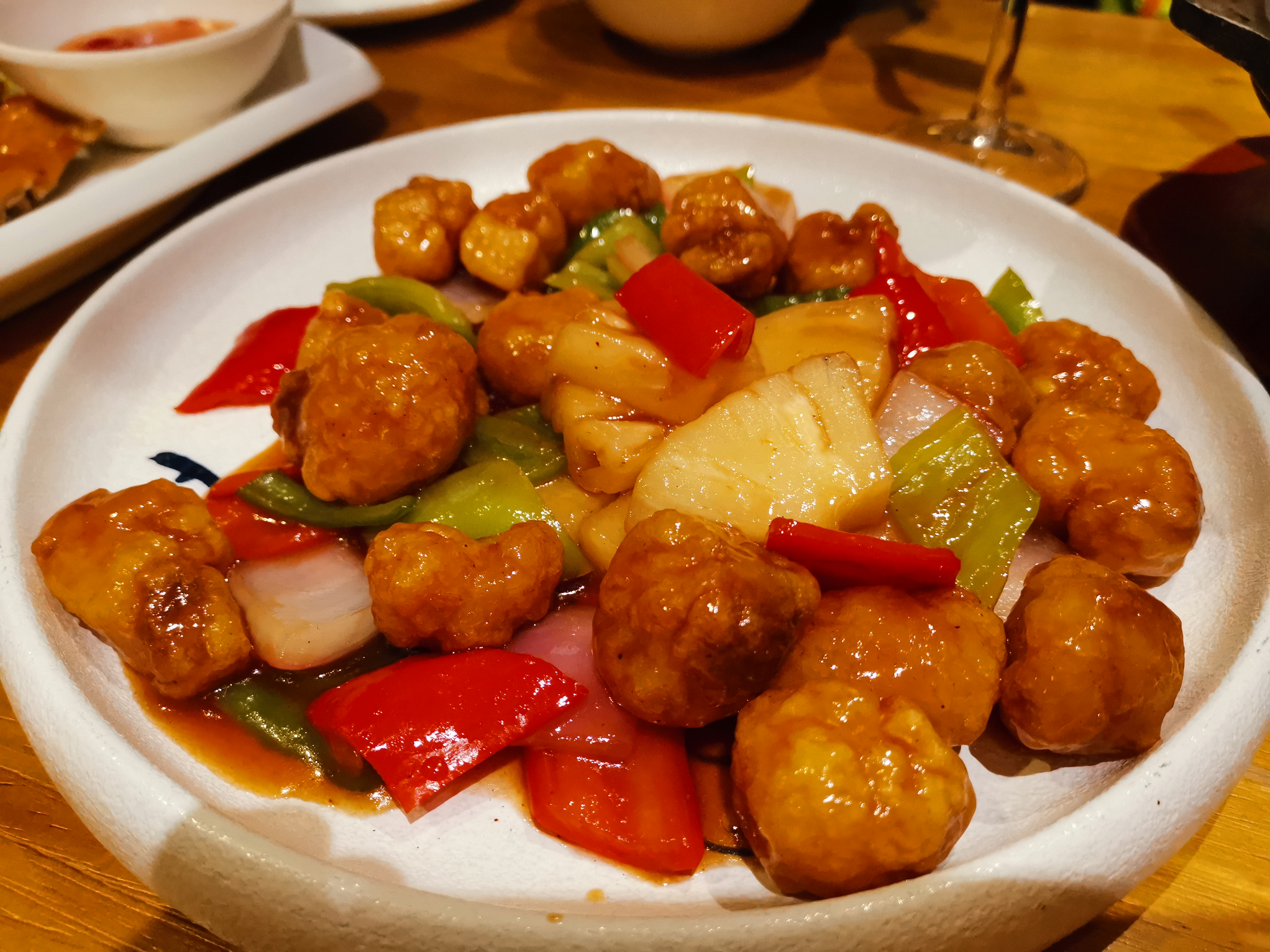
古老肉: fläsk med sötsur sås

Gulaorou (mandarin: 古老肉; pinyin: gǔ lǎo ròu), även känd som "friterat fläsk i sötsur sås" (engelska "sweet and sour pork"), är en kinesisk rätt. Den är mycket populär i det kantonesiska köket och finns även på menyn i de flesta Kinarestauranger utanför Kina. Rätten lär ha utvecklats ur den äldre Jiangsu-rätten "fläsk i socker- och vinägersås" (糖醋里脊; táng cù lǐ jǐ).

## Ursprung
Rätten har sitt ursprung i 1700-talets Kanton. Dokument visar att den kända familjen Long i Shunde-distriktet använde fläsk i söt-sur sås för att testa sina kockars färdigheter i köket. Rätten spred sig till Nordamerika under det tidiga 1900-talet, då kinesiska immigrantarbetare vände sig, från gruv- och järnvägsarbete, till matlagning. Den ursprungliga betydelsen av den amerikanska termen chop suey refererar till fläsk i sötsur sås.